# Patrick Conteh
Patrick Conteh war ein Militär und 1968 vier Tage lang, gemeinsam mit John Amadu Bangura, Staatsoberhaupt von Sierra Leone.
Conteh übernahm mit seinem Anti-corruption Revolutionary Movement (ACRM) am 18. April 1968 die Macht als Vorsitzender des National Interim Council und beendete eine lange Phase von Putschen. Er setzte sich selber als Premierminister am 19. April ein und übergab die Macht am 22. April 1968 einer zivilen Regierung unter Banja Tejan-Sie als Generalgouverneur und Siaka Probyn Stevens als Premierminister.